# Tomáš Bábek
Tomáš Bábek (Brno, 4 juni 1987) is een Tsjechisch baanwielrenner.
Bábek werd in 2016 Europees kampioen op de keirin. Tijdens de Europese Spelen van 2019 in Minsk won hij de kilometer tijdrit. 
Bábek nam in 2008 deel aan de Olympische Zomerspelen in Peking. Tijdens deze spelen behaalde hij een elfde plaats op de teamsprint.

## Palmares
| Jaar     | TK                                     | EK                       | WK                 | Overig                                  |
| Beloften | Beloften                               | Beloften                 | Beloften           | Beloften                                |
| -------- | -------------------------------------- | ------------------------ | ------------------ | --------------------------------------- |
| 2008     |                                        | 1km tijdrit              |                    |                                         |
| Elite    |                                        |                          |                    |                                         |
| 2007     | 1km tijdrit                            |                          |                    |                                         |
| 2008     | 1km tijdrit teamsprint                 |                          |                    | Olympische Spelen: 11e teamsprint       |
| 2009     |                                        |                          |                    |                                         |
| 2010     |                                        |                          |                    |                                         |
| 2011     |                                        |                          |                    |                                         |
| 2012     | 1km tijdrit                            |                          |                    |                                         |
| 2013     | keirin                                 |                          |                    |                                         |
| 2014     | keirin sprint                          |                          |                    |                                         |
| 2015     | sprint keirin                          |                          |                    |                                         |
| 2016     | keirin sprint · 1km tijdrit            | keirin 1km tijdrit       |                    | WB Glasgow: keirin WB Apeldoorn: keirin |
| 2017     |                                        |                          | 1km tijdrit keirin |                                         |
| 2018     |                                        |                          |                    |                                         |
| 2019     | 1km tijdrit teamsprint                 |                          |                    | Europese Spelen: 1km tijdrit            |
| 2020     | sprint 1km tijdrit · keirin teamsprint | 1km tijdrit · teamsprint |                    |                                         |